# Таємниця Ейфелевої вежі
Таємниця Ейфелевої вежі (фр. Mystère à la tour Eiffel) - французький телевізійний фільм режисера Леа Фазера, який вийшов 11 січня 2017 р. на каналі France 2. Це другий телевізійний фільм колекції Mystère à Paris.

## Сюжет
У 1889 р.  було урочисто відкрито Ейфелеву вежу. Еміле Лежандра, співробітник Гюстава Ейфеля, знаходять мертвим у ліфті вежі. Все вказує на його дружину, єдину, яка присутня в шахті ліфта. Інші жертви, також інженери, підуть за ним.

## Знімальна група
- Оригінальна назва : Mystère à la tour Eiffel
- Виробництво : Леа Фазер
- Сценарій : Ельза Марпу та Матьє Міссоффе
- Музика : Франсуа Кастелло
- Директор зйомки : Філіп Гільбер
- Кріплення : Nadège Kintzinger
- Поширення : Майкл Лагуенс
- Створення наборів : Марі-Елен Сулмоні
- Декоратор : Філіп Корд Хомм
- Створення костюма : П’єр Канітро
- Макіяж : Емма Чікото, Шарлотта Деснос та Стефанія Гійон
- 1-й помічник директора : Джеремі Штайб
- Консультанти : Матьє Біч [1] та Гаррет Томас [2]
- Візуальні спецефекти : Фаб'єн Жиродо з Тримарана [3]
- Продюсер : Стефан Моатті
- Виробничі компанії : Thalie Images, France Télévision, регіон Іль-де-Франс, CNC, TV5 Monde і RTS
- Дистрибуційна компанія : Франція 2
- Країна : Франція
- Мова : французька
- Дати випуску :
  -  Швейцарія : 1 січня 2016 р. на RTS Un
  -  Франція :11 січня 2017 р. на France 2

## Актори
- Марі Денарно : Луїза Массарт
- Айса Майга : Генрієтта, помічник Валера
- Грегорі Деранжер : Грегуар Мурат
- Грегуар Бонне : Серафін Руссен, інтуїтивний дослідник
- Квентін Беййо : Теодор Руссен, брат Серафіна, раціональний слідчий
- Сильвен Кімен : Валер, чаклун
- Патрік Дескампс : Фердинанд Массарт, батько Луїзи, інженер Ейфеля
- Бруно Дебрандт : Чарльз Левасер, психіатр
- Мішель Йонаш : Гюстав Ейфель
- Каміль Джапі : Шарлотта Лежандр, дружина Еміля Лежандра
- Марк Боднар : Émile Legendre, інженер Ейфель
- Керолайн Піетт : головна медсестра
- Микола Абрахам : Юссак, інженер-конкурент
- Ян Бабіле : Професор Шарко
- Одрі Квотурі : молода жінка з підземного кабаре та відділення міліції
- Палома Нарді Марчіє : Луїза Массарт у дитинстві

## Аудиторія
France : 4 млн глядачів(прем'єра) (16,4 % PDA)

## Відзнака
- Фестиваль телевізійної фантастики La Rochelle 2015 : офіційний відбір [5]